# (18390) 1992 JD3
(18390) 1992 JD3 là một tiểu hành tinh vành đai chính. Nó được phát hiện bởi Henri Debehogne ở Đài thiên văn La Silla ở Chile ngày 7 tháng 5 năm 1992.